# Hans Hendriksen
Hans Hendriksen, född 6 juni 1913, död 11 april 1989, var en dansk språkforskare.
Efter studier i bland annat Leipzig, Paris och Uppsala universitet blev Hendriksen universitetsadjunkt vid Köpenhamns universitet 1943, filosofie doktor 1944 och professor i sanskrit med jämförande indo-europeisk språkforskning vid Uppsala universitet 1947. Han framträdde främst som paliforskare, bland annat i gradualavhandlingen Syntax of the infinite verbforms of pāli (1944), men ägnade sig även åt jämförande studier i Untersuchungen über die Bedeutung des Hethitischen für die Laryngal-theorie (i Videnskabernes Selskab, Historisk-filologiske Meddelelser, 1941).